# Jelena Bonner
Jelena Georgijevna Bonner (ryska: Еле́на Гео́ргиевна Бо́ннэр), född 15 februari 1923 i Mary, Turkmenistan, död 18 juni 2011 i Boston, Massachusetts, var en rysk barnläkare och medborgarrättsaktivist, gift 1972 med Andrej Sacharov till hans död 1989.

## Biografi
Jelena Bonner föddes den 15 februari 1923 som Lusik Alichanova i dåvarande Turkestanska ASSR. Modern, Ruth Bonner (Ruf Bonner på ryska) var kommunist men arresterades 1937 och dömdes 1938 till åtta års förvisning. Fadern, Alichanjan Gevork, var också kommunist och arbetade för Komintern, men sköts 1938. Båda föräldrarna "rehabiliterades" 1954, dvs. deras rykte återupprättades.
När föräldrarna arresterades 1937 flyttade Bonner till Leningrad, där hon gick skola. 1940 började hon studera ryska språket och rysk litteratur vid stadens pedagogiska institut. Under Stora fosterländska kriget (den del av andra världskriget som Sovjetunionen deltog i) anmälde hon sig frivilligt som sjuksköterska. Under kriget skadades hon, men fortsatte att arbeta som sjuksköterska. Hennes skador gjorde att hon senare kom att klassas som en "krigsinvalid".